# ACS Award in Polymer Chemistry
Der ACS Award in Polymer Chemistry ist eine Auszeichnung der American Chemical Society (ACS) auf dem Gebiet der Polymerchemie. Der Preis wird seit 1964 vergeben und wurde von dem Polymerchemie-Unternehmen Witco Chemical Corp. gestiftet. Seit 1981 wird er von ExxonMobil gesponsert und ist mit 5000 US-Dollar dotiert (Stand jeweils 2014).
Die Auszeichnung geht an Personen, die grundlegende Forschungsleistungen zur Synthese besonderer polymerer Materialien geleistet haben oder tiefere Erkenntnisse zur physikalischen Chemie der Polymere und ihrem komplexen makromolekularen Verhalten gewinnen konnten. Der Preis soll insbesondere Grundlagenforschung auszeichnen.
Die ACS vergibt noch den ACS Award in Applied Polymer Science, die Polymer Chemistry Division der ACS verleiht alle zwei Jahre außerdem den Herman F. Mark Division of Polymer Chemistry Award.

## Preisträger
- 1964 Carl S. Marvel
- 1965 Herman F. Mark
- 1966 Walter H. Stockmayer
- 1967 Frank R. Mayo
- 1968 Charles G. Overberger
- 1969 Frank A. Bovey
- 1970 Michael M. Szwarc
- 1971 Georges J. Smets
- 1972 Arthur V. Tobolsky
- 1973 Turner Alfrey, Jr.
- 1974 John D. Ferry
- 1975 Leo Mandelkern
- 1976 Paul W. Morgan
- 1977 William J. Bailey
- 1978 Junji Furukawa
- 1979 Henri Benoit
- 1980 George B. Butler
- 1981 Edwin J. Vandenberg
- 1982 John K. Stille
- 1983 Richard S. Stein
- 1984 Harry R. Allcock
- 1985 Joseph P. Kennedy
- 1986 Herbert Morawetz
- 1987 Vivian T. Stannett
- 1988 Pierre de Gennes
- 1989 William R. Krigbaum
- 1990 Harold A. Scheraga
- 1991 Marshall Fixman
- 1992 Robert W. Lenz
- 1993 Takeo Saegusa
- 1994 Helmut Ringsdorf
- 1995 Robert H. Grubbs
- 1996 Henry K. Hall, Jr.
- 1997 William J. MacKnight
- 1998 Gerhard Wegner
- 1999 Robert S. Langer
- 2000 Jean M. J. Fréchet
- 2001 David A. Tirrell
- 2002 Krzysztof Matyjaszewski
- 2003 Maurice S. Brookhart
- 2004 Virgil Percec
- 2005 Samuel I. Stupp
- 2006 Egbert W. Meijer
- 2007 Ludwik Leibler
- 2008 James E. McGrath
- 2009 Takuzo Aida
- 2010 Timothy P. Lodge
- 2011 Klaus Müllen
- 2012 Edwin L. Thomas
- 2013 Craig J. Hawker
- 2014 Karen L. Wooley
- 2015 Nikos Hadjichristidis
- 2016 Edmund M. Carnahan
- 2017 Murugappan Muthukumar
- 2018 Carlton G. Willson
- 2019 Timothy M. Swager
- 2020 Jeffrey S. Moore
- 2021 Ken B. Wagener
- 2022 Robert M. Waymouth
- 2023 Karen Winey
- 2024 Eugenia Kumacheva
- 2025 Michael Rubinstein[1]
- 2026 Geoffrey W. Coates[2]